# Смирнов, Павел Владиславович
Павел Владиславович Смирнов (род. 12 мая 1977, Пермь) — российский хоккеист, нападающий. Тренер

## Биография
Отец Владислав в 1970-х годах провёл за пермский «Молот» около пятисот матчей в первой лиге. Воспитанник «Молота», в сезоне 1993/94 сыграл 8 матчей за команду в чемпионате МХЛ, в следующем сезоне — 48. В сезоне 1995/96 провёл 14 матчей за ЦСКА, 22 — за фарм-клуб, 12 — за ЦСК ВВС Самара.
На драфте НХЛ 1995 года был выбран в 2-м раунде под общим 46-м номером клубом «Калгари Флеймз». Уехал в Северную Америку, где выступал за команды низших лиг «Бопор Арфанс», «Руэн-Норанда Хаскис», Шикутими Сагенинс (все — 1996/97), «Шавиниган Катарактс» (1997/98, все — QMJHL, «Лоуэлл Лок Монстерз» (1998/99, 1 матч в AHL), «Таллахасси Тайгер Шаркс» (1998/99), «Пенсакола Айс Пайлотс» (2000/01, обе — ECHL).
Участник юниорского чемпионата Европы 1995 года.
Скаут и тренер в команде QMJHL «Квебек Рампар» (2004/05 — 2005/06). Тренер в школе «Молота» (2010—2013). В ХК «Сочи» — менеджер по экипировке (2017/18), видеотренер (с 2019/20).